# Đồng(II) perhenat
Đồng(II) perhenat là một hợp chất vô cơ của đồng, rheni và oxy có công thức hóa học Cu(ReO4)2.

## Điều chế và phản ứng
Đồng(II) perhenat có thể thu được bằng cách cho axit perhenic phản ứng với đồng(II) cacbonat, đồng(II) oxit hoặc đồng(II) hydroxide.
Đồng(II) perhenat phản ứng với cacbon tetraclorua ở 400 ℃ để tạo ra đồng(II) hexaclororhenat(IV).

## Hợp chất khác
Cu(ReO4)2 còn tạo một số hợp chất với NH3, như Cu(ReO4)2·4NH3 là tinh thể màu xanh dương đậm.